# Trei Principii ale Omului
Trei Principii ale Omului este  o filozofie politică dezvoltată de Sun Yat-sen. Principiile acesteia sunt enumerate în imnul național oficial al Republicii Populare Chineze.